# Аллеров Юрій Володимирович
Ю́рій Володи́мирович А́ллеров (нар. 6 лютого 1964, м. Львів, УРСР, СРСР) — український воєначальник, генерал-полковник (23 серпня 2017), командувач Національної гвардії України (з 30 грудня 2015 — по 7 травня 2019).

## Життєпис
Юрій Аллеров народився 6 лютого 1964 року у м. Львові. У 1985 році закінчив Ленінградське вище загальновійськове училище імені С. М. Кірова. Наприкінці 1980-х служив в Грузії. З 1992 повернувся служити в Україну, ніс службу в місті Рава-Руська . У 1997 році став випускником Академії Збройних сил України оперативно-тактичного факультету.
З вересня 2010 року — начальник управління Західного ТрК Внутрішніх військ МВС України.
10 березня 2011 року Аллерову було присуджено науковий ступінь кандидата військових наук за результатами захисту дисертації за спеціальністю «Службово-бойова діяльність сил охорони правопорядку».
23 серпня 2011 року Юрію Аллерову було присвоєно військове звання генерал-майора.
У 2012 році був призначений начальником управління Південного територіального командування ВВ МВС України. У серпні того ж року Аллеров знову обійняв посаду начальника управління Західного ТрК ВВ МВС України, що навесні 2014 року стало структурним підрозділом Національної гвардії.
23 серпня 2014 року Юрію Аллерову Указом Президента України № 678/2014 було присвоєно звання генерал-лейтенанта.
Учасник розробки та реалізації військових операцій під час АТО. З 1 квітня 2015 до грудня 2015 — головний інспектор Міністерства оборони України.
30 грудня 2015 року, Президент України Петро Порошенко призначив Юрія Аллерова на посаду командувача Національною гвардією України (Указ № 733/2015 від 30 грудня 2015 р.).
23 серпня 2017 року було присвоєно військове звання генерал-полковника.
7 травня 2019 року, Юрій Аллеров був звільнений з посади командувача Національною гвардією України.

## Розслідування

### Справа будівництва житла для військовослужбовців
14 травня 2019 року, колишнього командувача Національною гвардією Юрія Аллерова було затримано Національним антикорупційним бюро України (НАБУ). НАБУ також провело обшуки в будинках Національної гвардії України та будівельної корпорації «Укрбуд девелопмент» у справі про будівництво житла для військовослужбовців. Того ж дня, НАБУ повідомило про підозру Аллерову в причетності до розтрати 81 млн гривень під час будівництва житла для військових. Йому інкримінувався злочин за частиною 5 статті 191 «Привласнення, розтрата майна або заволодіння ним шляхом зловживання службовим становищем» КК України.

## Нагороди

### Україна
- Орден Богдана Хмельницького ІІ ступеня (18 квітня 2016) — за особисті заслуги у захисті територіальної цілісності Української держави, мужність і високий професіоналізм, виявлені у протидії проявам сепаратизму в Харківській області у квітні 2014 року[13];
- Орден Богдана Хмельницького III ст. (24 серпня 2012) — за вагомий особистий внесок у захист державного суверенітету, забезпечення конституційних прав і свобод громадян, зміцнення економічної безпеки держави, зразкове виконання службового обов'язку та з нагоди 21-ї річниці незалежності України[14];
- Медаль «За бездоганну службу» III ст.;
- Медаль «Захиснику Вітчизни»;
- Медаль «10 років МВС України»;
- Медаль «15 років МВС України»;
- Медаль «За сумлінну службу» (МВС України);
- Відзнака «Почесний громадянин міста Святогірськ» — за активну участь у боротьбі з озброєним сепаратистським рухом на території міст Святогірська, Слов'янська і Слов'янського району, недопущення розповсюдження бандитських формувань, забезпечення гуманітарної місії по розміщення вимушених переселенців у безпечних місцях[15].

### СРСР
- Медаль «70 років Збройних Сил СРСР»;
- Медаль «За бездоганну службу» III ст. (СРСР).

## Особисте життя
Одружений з Галиною Аллеровою. Подружжя має доньку Катерину .
Син Юрія Аллерова, командир окремого загону спеціального призначення «Омега» Західного територіального управління Національної гвардії України полковник Владислав Аллеров загинув 30.05.2022 року в боях з агресором в районі м. Ізюма на Харківщині в ході відбиття російського вторгнення в Україну.
Онук Микита – першокурсник Львівського державного ліцею з посиленою військово-фізичною підготовкою імені Героїв Крут .